# Friedrich Mieth
Friedrich Mieth (* 4. Juni 1888 in Eberswalde; † 29. August 1944 bei Vutcani, Rumänien) war ein deutscher Offizier, zuletzt General der Infanterie im Zweiten Weltkrieg.

## Leben
Mieth trat am 26. März 1906 als Fahnenjunker im Jäger-Bataillon Nr. 2 ins preußische Heer ein. Am 16. August 1907 wurde er Leutnant, sein Offizierspatent wurde auf den 14. Februar 1906 datiert. Am Ersten Weltkrieg nahm er an der Westfront, in Rumänien und bei der türkischen Armee teil. Er erbrachte gute Leistungen und wurde Kompanieführer. Er wurde mindestens einmal verwundet. Später erfolgte sein Einsatz als Stabsoffizier.
1919 wurde er in die Reichswehr übernommen, war im Generalstab eingesetzt und arbeitete im Reichswehrministerium. 1928 erfolgte die Beförderung zum Major, am 1. März 1933 die zum Oberstleutnant. Seit dem 1. März 1935 zum Oberst aufgestiegen, übernahm er am 6. Oktober 1936 die Führung des Infanterie-Regiments 27 in Rostock. Er wurde am 1. April 1938 zum Generalmajor befördert und Generalstabschef des XII. Armeekorps.
Zu Beginn des Zweiten Weltkrieges Anfang September 1939 ernannte man ihn zum Chef des Stabs der 1. Armee im Westen (Sitzkrieg). Im Februar 1940 fungierte er als Erster Oberquartiermeister im Generalstab des Heeres und war an Planungen zum Westfeldzug beteiligt. Nach dem Frankreichfeldzug wurde er am 25. Juni 1940 zum Koordinator der Waffenstillstandskommission in Compiegne bestellt.
Am 1. März 1940 erfolgte die Beförderung zum Generalleutnant. Er bemühte sich um eine Stelle als Kommandeur und übernahm am 10. Dezember 1940 die Führung der 112. Infanterie-Division. Ab Juli 1941 nahm er im Verband der 2. Armee am Unternehmen Barbarossa gegen die Sowjetunion teil. Die Division beteiligte sich an der Schlacht um Kiew und stieß im Oktober 1941 in den Raum südlich der Stadt Tula vor. Bei der Schlacht um Moskau und dem anschließenden Rückzug vermeldete die 112. Infanterie-Division schwere Verluste. Danach war die Division in einem Frontabschnitt ohne größere Kämpfe eingesetzt.
Infolge der Einkesselung der 6. Armee in Stalingrad wurde Mieth von Generalfeldmarschall Erich von Manstein am 24. November 1942 zum Befehlshaber des Rückwärtigen Heeresgebietes und Führer der Sicherungstruppen im Heeresgruppe Don ernannt. Statt das Rückwärtige Heeresgebiet zu sichern, musste er mit seinen Sicherungsverbänden und eilig zusammengestellten Alarmeinheiten gegen angreifende sowjetische Truppen kämpfen. Am Neujahrstag 1943 kommandierte er die 336. Infanterie-Division, Reste der 7. Luftwaffen-Felddivision und vier Alarmeinheiten mit ungefährer damaliger Regimentsstärke. In der Folge befehligte er ständig wechselnde Verbände. Im Frühjahr 1943 übernahm er im Abschnitt der Armee-Abteilung Hollidt die Führung des nach ihm benannten Korps "Mieth".
Am 20. April 1943 wurde er zum General der Infanterie befördert. Das Korps "Mieth" wurde am 20. Juli 1943 in IV. Armeekorps umbenannt, nachdem das eigentliche IV. Armeekorps bei der Schlacht um Stalingrad aufhörte zu bestehen. Mieth war nun Kommandierender General. Im Frühjahr 1944 kämpfte sein Korps im Abschnitt der 6. Armee bei der Heeresgruppe Südukraine und musste sich nach Rumänien zurückkämpfen. Nach dem Großangriff der 2. Ukrainischen Front vom 20. August am Pruth wurde sein Korps in der Kesselschlacht von Jassy eingekesselt und später vollständig zerschlagen.
Mieth starb am Morgen des 29. August als die Reste der 79. Infanterie-Division, gefolgt von anderen Einheiten und Nachzüglern, den Fluss Bârlad nahe der Ortschaft Vutcani unter feindlichem Artillerie- und Mörserfeuer überquerte und eine sowjetische Stellung angriff, die den flüchtenden Truppen den Weg versperrte. Mieth selbst befand sich bei den Pionieren im Nahkampf. Aufgrund widersprüchlicher Berichte ist unklar, ob er von einer sowjetischen Kugel getötet wurde oder an einem Herzinfarkt starb. Anderen Quellen zufolge starb er am 2. September an einem Herzinfarkt.

## Einschätzung Mieths von Historikern
Mieth galt als „unpolitischer“ Soldat, allerdings sind von ihm auch kritische Bemerkungen überliefert. Angesichts der Gewaltexzesse der SS im besetzten Polen meinte er vor eigens für diesen Zweck zusammengerufenen Offizieren seines Stabes, die SS habe „durch ihr Treiben im Osten die Ehre der Wehrmacht beschmutzt“.
Laut der Historiker Samuel W. Mitcham und Gene Mueller war Mieth ein Offizier mit großem Körperbau und großer Zivilcourage. Mitcham schrieb über Mieth: „Er war vielmehr einer von vielen soliden, verlässlichen, hochkompetenten deutschen Generälen, die gegen große Widerstände sehr geschickt kämpften, für eine Sache, an die er nicht glaubte, und für einen Führer und ein Regime, die er nicht liebte, sondern für ein Land, das er liebte.“

## Auszeichnungen
- Eisernes Kreuz (1914) II. und I. Klasse
- Spange zum Eisernen Kreuz II. und I. Klasse
- Deutsches Kreuz in Gold am 26. Dezember 1941
- Ritterkreuz des Eisernen Kreuzes mit Eichenlaub[7]
  - Ritterkreuz am 2. November 1943
  - Eichenlaub am 1. März 1944 (409. Verleihung)

Nennung Mieths im Wehrmachtbericht am 18. Februar 1944 und am 8. Juni 1944.